# Danny Pieters
Danny Pieters (Uccle, 13 ottobre 1956) è un politico belga, professore di diritto della sicurezza sociale presso l'Università Cattolica di Lovanio. Eletto senatore per la Nuova Alleanza Fiamminga. Nel 2010 è stato il primo nazionalista fiammingo ad essere eletto presidente del Senato del Belgio.

## Biografia
Il 15 febbraio 1985 ha conseguito il dottorato in diritto dopo aver difeso la sua tesi dal titolo Social grondrechten prestaties op in di van grondwetten lidstaten van de Europese Gemeenschap (diritti sociali fondamentali alle prestazioni nelle costituzioni degli Stati membri della Comunità europea), premiato con il Premio Emile Bernheim, che viene assegnato una volta ogni quattro anni.
Dal 1986 al 1992 è stato professore straordinario di diritto olandese in materia di sicurezza sociale, diritto comparato e diritto europeo all'Università di Tilburg. Fino all'ottobre 1989, ha anche ricoperto il ruolo di docente presso la facoltà di giurisprudenza della stessa università. Dal 1988 al 2000, ha lavorato come direttore del programma "Sicurezza sociale in Europa" sotto ERASMUS e TEMPUS.
È iscritto alla Facoltà di giurisprudenza presso la KU Leuven dal 1988 ed è professore ordinario dal 1996.
Dal 1992 al 1999 è stato professore ordinario di diritto previdenziale presso l'Università Cattolica di Bruxelles (K.U.Brussel).
Dal 1991 al 1999 è stato membro della Banca belga per la sicurezza sociale e membro della Commissione per la tutela della privacy.
Dal 1993 è a capo del Centro di ricerca "Diritto del lavoro e diritto della sicurezza sociale" presso la KU Leuven, l'Università di Lovanio. Questo centro di ricerca partecipa a vari progetti di ricerca per le amministrazioni belga, olandesi ed europee e collabora a vari progetti istituiti in diversi paesi dell'Europa centrale e orientale.
Dal 1994 è segretario generale dell'Istituto europeo di sicurezza sociale, un'organizzazione scientifica internazionale con 400 membri e 18 settori nazionali.
Dal 1996 al 1999 è stato membro del Max-Planck-Institut für ausländisches und internationales Sozialrecht di Monaco.
Dal 1998 è direttore del Master European Social Security presso la KU Leuven.
In qualità di deputato, egli è un membro supplente della Convenzione sul futuro dell'Europa dal 2002 al 2003. Dal 2003 al 2005 è stato coordinatore del servizio di "Amministrazione di studenti" della KU Leuven.
Dal 2009 dirige i corsi di lingua inglese presso la facoltà di giurisprudenza della KU Leuven.
Dal 2010 è presidente del consiglio di amministrazione del Vlaamse Dienst voor Arbeidsbemiddeling en Beroepsopleiding (VDAB).
Nel 2009, ha pubblicato i Pelckmans la pubblicazione di un libro intitolato Eleven zekerheid sociale: Anders in beter, che è stato introdotto nella Camera dei rappresentanti da Guy Peeters, Segretario Generale delle Mutualità socialiste fiamminghe.
Durante i suoi studi a Lovanio, Danny Pieters è stato membro del Katholiek Studentencorps te Brussel, parte del Katholiek Vlaams Hoogstudentenverbond mentre durante i suoi studi a Colonia, è stato membro della K.D.St.V. Rheinland Köln, riferendosi al Cartellverband der katholischen deutschen Studentenverbindungen.
Gli è stato conferito il titolo di Mejor juslaboralista internacional del año 2000 dall'Associazione asturiana di esperti di diritto sociale.
Dal 2005 è membro dell'Academia Europæa.

## Carriera politica
Dal 1999 al 2003 è deputato federale della Volksunie. Come membro del "Gruppo dei quattro" (Geert Bourgeois, Frieda Brepoels, Danny Pieters e Karel Van Hoorebeke), vota contro l'accordo Lambermont. Quando la Volksunie è scoppiata, è diventato uno dei membri fondatori dell'Nuova Alleanza Fiamminga (N-VA).
Si erge come secondo sostituto nella lista N-VA per le elezioni europee del 7 giugno 2009.
Nelle elezioni federali del 13 giugno 2010, è il quinto candidato N-VA al Senato. Viene eletto senatore con oltre 40 000 voti favorevoli.
Alla sessione plenaria del 20 luglio 2010 è stato eletto presidente del Senato belga. Questa è la prima volta nella storia del Belgio che questa funzione è adempiuta da un nazionalista fiammingo.
Il 4 settembre 2010, re Alberto II affida al presidente del Senato Danny Pieters (N-VA) e al presidente della Camera dei rappresentanti, André Flahaut (PS), una missione di conciliazione per uscire dai negoziati governativi sulla situazione di stallo.
Si dimette dalla presidenza del Senato l'11 ottobre 2011. Lascia il Senato a luglio 2013.

## Vicerettore della KU Leuven
Dal 1º agosto 2013 al 31 luglio 2017, Pieter è stato vicerettore del gruppo di scienze umane e sociali presso la KU Leuven sotto il Rettore Rik Torfs. Pieters ha quindi anticipato i suoi mandati come consigliere comunale e senatore. È stato sostituito al Senato da Veerle Stassijns da metà luglio 2013.